# Mangodara
Mangodara è un dipartimento del Burkina Faso classificato come comune, situato nella provincia  di Comoé, facente parte della Regione delle Cascate.
Il dipartimento si compone del capoluogo e di altri 34 villaggi: Banakelesso, Bondokoro-Dioula, Bondokoro-Dogosse, Bounouba, Dabokiri, Dandougou, Diaradougou, Diarakorosso, Diaya, Diomanidougou, Farakorosso, Ganso, Gnaminadougou, Gontiedougou, Kando, Koflande, Larabin, Linguekoro, Logogniegue, Madiasso, Massade–Yirikoro, Mouroukoudougou, Niamango, Niambrigo, Nerekorosso, Noumoutiedougou, Sakedougou, Sirakoro, Sokoura I, Sokoura II, Tiebata, Tomikorosso, Torandougou e Touroukoro.